# Syringa tibetica
Syringa tibetica ist ein Baum mit weißen Blüten aus der Familie der Ölbaumgewächse (Oleaceae). Das natürliche Verbreitungsgebiet liegt im Tibet. Nach R. Govaerts ist die Art aber ein Synonym zu Syringa emodi Wall. ex Royle.

## Beschreibung
Syringa tibetica ist ein 2,5 bis 4 Meter hoher Baum mit dicht behaarten Zweigen. Die Laubblätter haben einen 1 bis 1,3 Zentimeter langen Stiel. Die Blattspreite ist einfach, 7 bis 10 Zentimeter lang und 3,5 bis 5 Zentimeter breit, länglich bis länglich-elliptisch, mit spitzer oder kurz zugespitzter Blattspitze und keilförmiger bis mehr oder weniger gerundeter Basis. Die Blattoberseite ist bis auf die Blattadern beinahe kahl oder spärlich behaart, die Unterseite ist dicht behaart oder nur entlang der Blattadern behaart.
Die Blüten wachsen in 7 bis 13 Zentimeter langen, endständigen Rispen und haben einen 1 bis 2 Millimeter langen Stiel. Der Kelch ist 2 bis 3 Millimeter lang. Die Blütenkrone ist weiß, die Kronröhre 5 bis 7 Millimeter lang. Die Kronlappen sind lanzettlich und zurückgebogen. Die Staubbeutel sind gelb und ragen weit aus der Kronröhre heraus. Früchte wurden nicht beobachtet (Stand 1996). Syringa tibetica blüht im Juni.

## Verbreitung
Das natürliche Verbreitungsgebiet liegt in China im Autonomen Gebiet Tibet im Kreis Gyirong. Dort wächst die Art an Waldrändern in Höhen von 2900 bis 3200 Metern.

## Systematik
Syringa tibetica ist eine Art aus der Gattung der Flieder (Syringa) in der Familie der Ölbaumgewächse (Oleaceae). Dort wird die Gattung der Tribus Oleeae zugeordnet. Die Art wurde 1979 von Pei Yu Pai erstmals beschrieben. Der Gattungsname Syringa wurde von Linné 1753 gewählt – zuvor aber ab etwa dem 16. Jahrhundert sowohl für den Gemeinen Flieder (Syringa vulgaris) als auch für den Europäischen Pfeifenstrauch (Philadelphus coronarius) verwendet. Er wurde wahrscheinlich von der griechischen „syrigs“ abgeleitet, einem Blasinstrument, das man aus den Ästen des Pfeifenstrauchs herstellen kann. Das Artepitheton tibetica verweist auf das Verbreitungsgebiet im Tibet.

## Nachweise